# Michaliszki (gmina w guberni suwalskiej)
Michaliszki – dawna gmina wiejska istniejąca na przełomie XIX i XX wieku w guberni suwalskiej. Siedzibą władz gminy były Michaliszki, a następnie Jesiotraki.

Za Królestwa Polskiego gmina Michaliszki należała do powiatu mariampolskiego w guberni suwalskiej (od 1867).
Po odzyskaniu niepodległości przez Polskę i Litwę powiat mariampolski na podstawie umowy suwalskiej wszedł 10 października 1920 w skład Litwy.